# Selma Mutal
Selma Mutal (Lima, Perú) es una compositora franco neerlandesa de música para cine, TV, danza y videojuegos, nacida en Perú y radicada en París. Ha compuesto música original para producciones de Perú, Colombia, Ecuador, Canadá, Polonia, España, Francia y Estados Unidos. 

## Biografía

### Vida académica
Graduada de composición del Conservatorio Nacional de Ámsterdam y de composición de música para cine de la École normale de musique de París. Estudió improvisación de piano con el reconocido músico de jazz Misha Mengelberg.

### Carrera
Su primera participación en el cine fue junto a la directora Claudia Llosa en la película Madeinusa, posteriormente volverían a trabajar juntas en la exitosa producción peruana La teta asustada, ganadora del oso de oro del Festival de cine de Berlín y nominada al premio Óscar de la Academia en el 2010.
En 2009 comenzó su colaboración con el reconocido director peruano Javier Fuentes-León con la película Contracorriente, película ganadora del premio del público en el Festival de Cine de Sundance. Esta colaboración continuó en las películas El elefante desaparecido de 2014 y Las mejores familias de 2020.

## Trabajos fuera del cine
Se destacan sus trabajos para la compañía de danza Nunzio Impellizzeri con sede en Zúrich, In.Quieta Rooms'(2017) y Corpo Barocco (2018). En 2016 compuso la música del videojuego Block'hood  desarrollado por Plethora-Project.

## Premios y candidaturas

### Premios de Macondo
Otorgados por la Academia Colombiana de Artes y Ciencias Cinematográficas
- 2015, El elefante desaparecido del director Javier Fuentes-León - Nominada

- 2010, Contracorriente del director Javier Fuentes-León - Nominada

## Filmografía
- 2020 Las mejores familias[5] largometraje del director peruano Javier Fuentes-León estrenada en el Festivales de cine de Roma y en el Festival Internacional de Cine de Busan.
- 2020 Los Europeos[6] largometraje del director español Víctor García León.[7]
- 2019 El día de mi suerte (TV, Miniserie)[8]
- 2018 L'Interrogatoire Documental francés dirigido por Laurent Richard.[9]
- 2017 King of Muyuyo (Corto Documental)
- 2017 Nadia Comaneci: The Gymnast And The Dictator
- 2016 All the Difference (Documental)
- 2015 Ederly
- 2015 El elefante desaparecido, Largometraje de ficción dirigido por Javier Fuentes-León y protagonizado por Salvador del Solar, y Angie Cepeda.
- 2014 Vezo (Cortometraje)
- 2012 Burden of Silence (TV Serie documental)
- 2009 Contracorriente, Largometraje de ficción dirigido por Javier Fuentes-León y protagonizado por Manolo Cardona.
- 2009 La teta asustada Largometraje de ficción dirigido por Claudia Llosa.
- 2006 Madeinusa  ópera prima de la directora peruana Claudia Llosa